# Брянск (телерадиокомпания)
Государственная телевизионная и радиовещательная компания «Брянск» — филиал ФГУП «ВГТРК» в Брянской области.
Дикторы в разные годы:
Алла Крыжановская, Анатолий Минин (умер 26.01.2014), Лариса Москвитина, Александр Тимошин, Николай Иванютин, Лилия Федоренко, Андрей Маслов, Александр Фетисов, Наталья Львова, Екатерина Азарова, Инна Минина, Оксана Измерова.

## История
Радиовещание в Брянске началось в 1930 году.
Создана 25 июля 1944 года как Комитет по радиофикации и радиовещанию Исполнительного комитета Областного совета депутатов трудящихся (Брянский Радиокомитет).
7 ноября 1958 выходит в эфир первая передача Брянского телевидения. Но официальным днем рождения считается 14 марта 1959 года — был принят в эксплуатацию аппаратно-студийный комплекс Брянского телецентра, а вскоре учреждена Брянская студия телевидения. С этого дня передачи вещают постоянно.
С 1960 года Брянский телецентр начала ретрансляцию 1-й программы Центрального телевидения, с 1974 года — 4-й (будущей 2-й) программы Центрального телевидения. 11 октября 1961 года Брянский радиокомитет был переименован в Комитет по радиовещанию и телевидению Исполнительного комитета Брянского областного совета депутатов трудящихся (Брянский телерадиокомитет).
В 1969 года передающая часть Брянского телецентра была передана Брянскому областному управлению связи как Брянская областная радиотелевизионная передающая станция. В 1975 году в Брянске строится своё собственное здание телестудии.
С 1990-х гг. носит современное название ГТРК «Брянск».
В ноябре 1997 года существовал отдельный канал ГТРК «Брянск» под названием 10 канал. В первые годы существования сетевым партнёром являлся канал Культура, далее с 2001 по 2007 год — ТВ Центр. Сейчас частота принадлежит каналу Россия-24.

## Структура ГТРК «Брянск»
- Россия-1 — Брянск
- Россия-24 — Брянск
- Радио России — Брянск
- Вести-FM — Брянск

## Телепроекты ГТРК «Брянск»
- «Специальный репортаж» — освещение важных и главных новостей.
- «Вести. Интервью»
- «Будьте здоровы!» — еженедельная информационная программа о брянском здравоохранении.
- «Путешествуем вместе» — освещение памятников архитектуры, заповедных уголков природы, популярных туристических объектов и малоизвестных достопримечательностей Брянской области.
- «Образовательная среда» — новый проект ГТРК «Брянск», посвящённый Году науки и технологий в России.
- «Сегодня в городе» — актуальные новости города Брянска.
- «Дорога без опасности» — совместный проект ГТРК «Брянск» и Госавтоинспекции Брянской области, который посвящен безопасности на дороге.

## Радиопроекты ГТРК «Брянск»
- «Открытый разговор» — прямой эфир, где поднимаются и обсуждаются с первыми лицами и ведущими экспертами самые острые, жизненные темы, которые волнуют слушателей.
- «Коммунальный вектор» — разговор в прямом эфире о самых острых вопросах ЖКХ.
- «Территория здоровья» — разговоры о здравоохранении.
- «Взрослым о детях» — программа с полезными советами о воспитании детей.
- «Мы и наш язык» — передача для тех, кто любит русский язык.
- «Архивной строкой» — программа, подготовленная совместно с Государственным архивом Брянской области, где автором и ведущей является главный специалист государственного архива Брянской области Тамара Михеева.